# NHL 2003/04
Die Saison 2003/04 war die 87. Spielzeit der National Hockey League. 30 Teams spielten jeweils 82 Spiele. Den Stanley Cup gewannen die Tampa Bay Lightning nach einem 4:3-Erfolg in der Finalserie gegen die Calgary Flames. Die Bolts holten als erstes Expansionsteam der 1990er Jahre Lord Stanleys Cup in den Süden der USA.
Der Höhepunkt der Saison fand am 22. November 2003 statt. Vor mehr als 55.000 Zuschauern im ausverkauften Commonwealth Stadion von Edmonton (ein NHL-Besucherrekord) besiegten die Montréal Canadiens die Edmonton Oilers im sogenannten Heritage Classic, ausgetragen unter freiem Himmel, mit 4:3.

## Reguläre Saison

### Abschlusstabellen
Abkürzungen: GP = Spiele, W = Siege, L = Niederlagen, T = Unentschieden nach Overtime, OTL = Niederlage nach Overtime, GF = Erzielte Tore, GA = Gegentore, Pts = Punkte

Erläuterungen: In Klammern befindet sich die Platzierung innerhalb der Conference;       = Playoff-Qualifikation ,       = Divisions-Sieger,       = Conference-Sieger,       = Presidents’-Trophy-Gewinner

#### Eastern Conference
| Atlantic Division        | GP | W  | L  | T  | OTL | GF  | GA  | Pts |
| ------------------------ | -- | -- | -- | -- | --- | --- | --- | --- |
| Philadelphia Flyers (5)  | 82 | 40 | 21 | 15 | 6   | 229 | 186 | 101 |
| New Jersey Devils (6)    | 82 | 43 | 25 | 12 | 2   | 213 | 164 | 100 |
| New York Islanders (8)   | 82 | 38 | 29 | 11 | 4   | 237 | 211 | 91  |
| New York Rangers (13)    | 82 | 27 | 40 | 7  | 8   | 206 | 250 | 69  |
| Pittsburgh Penguins (15) | 82 | 23 | 47 | 8  | 4   | 190 | 303 | 58  |

| Northeast Division      | GP | W  | L  | T  | OTL | GF  | GA  | Pts |
| ----------------------- | -- | -- | -- | -- | --- | --- | --- | --- |
| Boston Bruins (2)       | 82 | 41 | 19 | 15 | 7   | 209 | 188 | 104 |
| Toronto Maple Leafs (3) | 82 | 45 | 24 | 10 | 3   | 242 | 204 | 103 |
| Ottawa Senators (4)     | 82 | 43 | 23 | 10 | 6   | 242 | 189 | 102 |
| Montréal Canadiens (7)  | 82 | 41 | 30 | 7  | 4   | 208 | 292 | 93  |
| Buffalo Sabres (9)      | 82 | 37 | 34 | 7  | 4   | 220 | 221 | 85  |

| Southeast Division       | GP | W  | L  | T  | OTL | GF  | GA  | Pts |
| ------------------------ | -- | -- | -- | -- | --- | --- | --- | --- |
| Tampa Bay Lightning (1)  | 82 | 46 | 22 | 8  | 6   | 245 | 192 | 106 |
| Atlanta Thrashers (10)   | 82 | 33 | 37 | 8  | 4   | 214 | 243 | 78  |
| Carolina Hurricanes (11) | 82 | 28 | 34 | 14 | 6   | 172 | 209 | 76  |
| Florida Panthers (12)    | 82 | 28 | 35 | 15 | 4   | 188 | 221 | 76  |
| Washington Capitals (14) | 82 | 23 | 46 | 10 | 3   | 186 | 253 | 59  |

#### Western Conference
| Central Division           | GP | W  | L  | T  | OTL | GF  | GA  | Pts |
| -------------------------- | -- | -- | -- | -- | --- | --- | --- | --- |
| Detroit Red Wings (1)      | 82 | 48 | 21 | 11 | 2   | 255 | 189 | 109 |
| St. Louis Blues (7)        | 82 | 39 | 30 | 11 | 2   | 191 | 198 | 91  |
| Nashville Predators (8)    | 82 | 38 | 29 | 11 | 4   | 216 | 217 | 91  |
| Columbus Blue Jackets (14) | 82 | 25 | 45 | 8  | 4   | 177 | 238 | 62  |
| Chicago Blackhawks (15)    | 82 | 20 | 42 | 11 | 8   | 188 | 259 | 59  |

| Northwest Division     | GP | W  | L  | T  | OTL | GF  | GA  | Pts |
| ---------------------- | -- | -- | -- | -- | --- | --- | --- | --- |
| Vancouver Canucks (3)  | 82 | 43 | 24 | 10 | 5   | 235 | 194 | 101 |
| Colorado Avalanche (4) | 82 | 40 | 22 | 13 | 7   | 236 | 198 | 100 |
| Calgary Flames (6)     | 82 | 42 | 30 | 7  | 3   | 200 | 176 | 94  |
| Edmonton Oilers (9)    | 82 | 36 | 29 | 12 | 5   | 221 | 208 | 89  |
| Minnesota Wild (10)    | 82 | 30 | 29 | 20 | 3   | 188 | 183 | 83  |

| Pacific Division             | GP | W  | L  | T  | OTL | GF  | GA  | Pts |
| ---------------------------- | -- | -- | -- | -- | --- | --- | --- | --- |
| San Jose Sharks (2)          | 82 | 43 | 21 | 12 | 6   | 219 | 183 | 104 |
| Dallas Stars (5)             | 82 | 41 | 26 | 13 | 2   | 194 | 175 | 97  |
| Los Angeles Kings (11)       | 82 | 28 | 29 | 16 | 9   | 205 | 217 | 81  |
| Mighty Ducks of Anaheim (12) | 82 | 29 | 35 | 10 | 8   | 184 | 213 | 76  |
| Phoenix Coyotes (13)         | 82 | 22 | 36 | 18 | 6   | 188 | 245 | 68  |

### Beste Scorer
Mit 56 Vorlagen und 94 Punkten führte Martin St. Louis die Scorerlisten der NHL an und auch in der Plus/Minus-Wertung lag er gemeinsam mit Marek Malík ganz vorne. Bei den Vorlagen hatte auch Scott Gomez 56 erreicht. Zweiter der Scorerliste war Ilja Kowaltschuk, der sich mit seinen 41 Toren den Titel des Top-Torjägers mit Jarome Iginla und Rick Nash teilte. Kowaltschuk war mit 341 Schüssen der Spieler, der am häufigsten aufs Tor schoss. Nash war vor allem in Überzahl erfolgreich und traf 19 mal. In Unterzahl war es Martin St. Louis, der mit 8 Toren am häufigsten traf. 22,9 % der Schüsse von Mark Parrish fanden den Weg ins Tor. Mit 261 Strafminuten war Sean Avery in dieser Saison der böse Bube. Sergei Gontschar war mit 47 Vorlagen und 58 Punkten der erfolgreichste Verteidiger. 16 Tore erzielten Bryan McCabe und Dick Tärnström.
Abkürzungen: GP = Spiele, G = Tore, A = Assists, Pts = Punkte, +/- = Plus/Minus, PIM = Strafminuten; Fett: Saisonbestwert

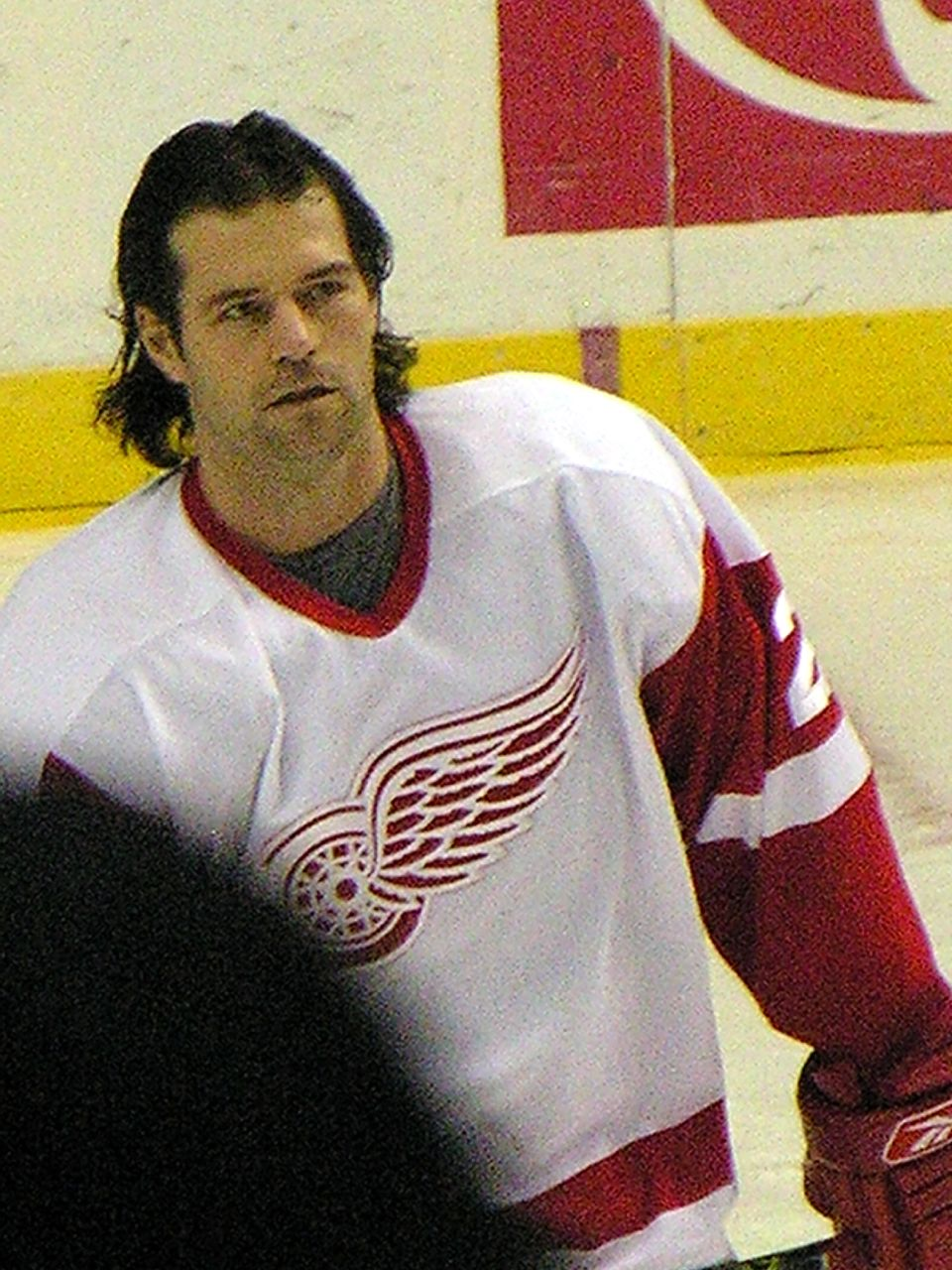
Robert Lang wechselte spät in der Saison nach Detroit und machte dort in sechs Spielen fünf Punkte

| Spieler           | Team                 | GP | G  | A  | Pts | +/- | PIM |
| ----------------- | -------------------- | -- | -- | -- | --- | --- | --- |
| Martin St. Louis  | Tampa Bay            | 82 | 38 | 56 | 94  | +35 | 24  |
| Ilja Kowaltschuk  | Atlanta              | 81 | 41 | 46 | 87  | −10 | 63  |
| Joe Sakic         | Colorado             | 81 | 33 | 54 | 87  | +11 | 42  |
| Markus Näslund    | Vancouver            | 78 | 35 | 49 | 84  | +24 | 58  |
| Marián Hossa      | Ottawa               | 81 | 36 | 46 | 82  | +4  | 46  |
| Patrik Eliáš      | New Jersey           | 82 | 38 | 43 | 81  | +26 | 44  |
| Daniel Alfredsson | Ottawa               | 77 | 32 | 48 | 80  | +12 | 24  |
| Cory Stillman     | Tampa Bay            | 81 | 25 | 55 | 80  | +18 | 36  |
| Robert Lang       | Washington / Detroit | 69 | 30 | 49 | 79  | +4  | 24  |
| Brad Richards     | Tampa Bay            | 82 | 26 | 53 | 79  | +14 | 12  |
| Alex Tanguay      | Colorado             | 69 | 25 | 54 | 79  | +30 | 42  |

### Beste Torhüter
Mindestens 1.000 gespielte Minuten.

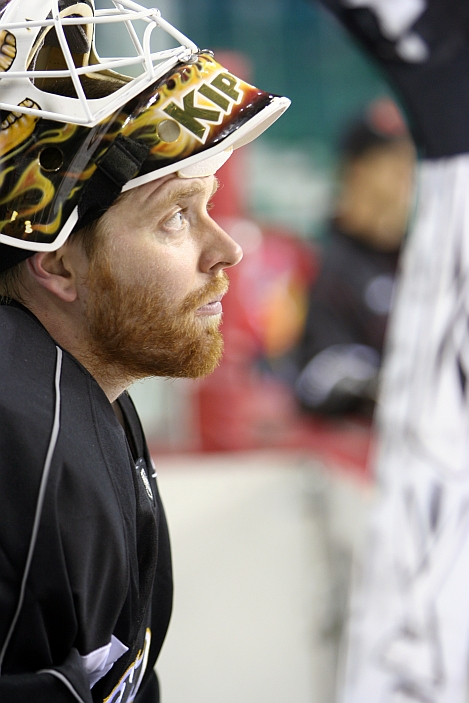
Miikka Kiprusoff startete nach seinem Wechsel zu den Flames durch

Abkürzungen: GP = Spiele, TOI = Eiszeit (in Minuten), W = Siege, L = Niederlagen, OTL = Overtime/Shootout-Niederlagen, GA = Gegentore, SO = Shutouts, Sv% = gehaltene Schüsse (in %), GAA = Gegentorschnitt; Fett: Saisonbestwert
| Spieler          | Team             | GP | TOI  | W  | L  | OTL | GA  | SO | Sv%   | GAA  |
| ---------------- | ---------------- | -- | ---- | -- | -- | --- | --- | -- | ----- | ---- |
| Miikka Kiprusoff | San Jose/Calgary | 38 | 2301 | 24 | 10 | 4   | 65  | 4  | 0,933 | 1,69 |
| Dwayne Roloson   | Minnesota        | 48 | 2847 | 19 | 18 | 11  | 89  | 5  | 0,933 | 1,88 |
| Marty Turco      | Dallas           | 73 | 4359 | 37 | 21 | 13  | 144 | 9  | 0,913 | 1,98 |
| Martin Brodeur   | New Jersey       | 75 | 4554 | 38 | 26 | 11  | 154 | 11 | 0,917 | 2,03 |
| Robert Esche     | Philadelphia     | 40 | 2322 | 21 | 11 | 7   | 79  | 3  | 0,915 | 2,04 |

### Beste Rookiescorer
Michael Ryder war in den Scorerwertungen mit 25 Toren, 38 Vorlagen und 63 Punkten Top. Trent Hunter brachte es ebenfalls auf 25 Treffer. Mit +23 führte Hunter auch die Plus/Minus-Wertung an. Die meisten Strafzeiten unter den Rookies bekam Francis Lessard mit 181.

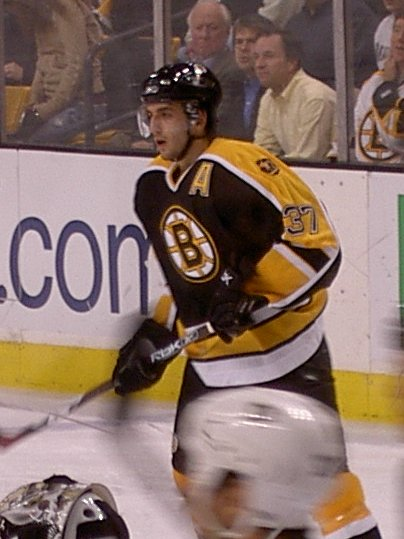
Patrice Bergeron schaffte es in nur 71 Spielen in die Top 5

Abkürzungen: GP = Spiele, G = Tore, A = Assists, Pts = Punkte, +/- = Plus/Minus, PIM = Strafminuten
| Spieler          | Team         | GP | G  | A  | Pts | +/- | PIM |
| ---------------- | ------------ | -- | -- | -- | --- | --- | --- |
| Michael Ryder    | Montreal     | 81 | 25 | 38 | 63  | +10 | 26  |
| Trent Hunter     | NY Islanders | 77 | 25 | 26 | 51  | +23 | 16  |
| Tuomo Ruutu      | Chicago      | 82 | 23 | 21 | 44  | −31 | 58  |
| Ryan Malone      | Pittsburgh   | 81 | 22 | 21 | 43  | −23 | 64  |
| Patrice Bergeron | Boston       | 71 | 16 | 23 | 39  | +5  | 22  |

## Stanley-Cup-Playoffs
|  | Conference-Viertelfinale                              | Conference-Viertelfinale | Conference-Viertelfinale |                    | Conference-Halbfinale | Conference-Halbfinale | Conference-Halbfinale |                     |                   | Conference-Finale | Conference-Finale | Conference-Finale |  |  | Stanley-Cup-Finale | Stanley-Cup-Finale | Stanley-Cup-Finale |
|  |                                                       |                          |                          |                    |                       |                       |                       |                     |                   |                   |                   |                   |  |  |                    |                    |                    |
|  | 1                                                     | Tampa Bay Lightning      | 4                        |                    | 1                     | Tampa Bay Lightning   | 4                     |                     |                   |                   |                   |                   |  |  |                    |                    |                    |
|  | 8                                                     | New York Islanders       | 1                        | 7                  | Canadiens de Montréal | 0                     |                       |                     |                   |                   |                   |                   |  |  |                    |                    |                    |
|  |                                                       |                          |                          |                    |                       |                       |                       |                     |                   |                   |                   |                   |  |  |                    |                    |                    |
|  | 2                                                     | Boston Bruins            | 3                        | Eastern Conference | Eastern Conference    | Eastern Conference    |                       |                     |                   |                   |                   |                   |  |  |                    |                    |                    |
|  | 2                                                     | Boston Bruins            | 3                        | Eastern Conference | Eastern Conference    | Eastern Conference    |                       |                     |                   |                   |                   |                   |  |  |                    |                    |                    |
|  | 7                                                     | Canadiens de Montréal    | 4                        |                    |                       |                       |                       |                     |                   |                   |                   |                   |  |  |                    |                    |                    |
|  | 7                                                     | Canadiens de Montréal    | 4                        | 1                  | Tampa Bay Lightning   | 4                     |                       |                     |                   |                   |                   |                   |  |  |                    |                    |                    |
|  |                                                       |                          |                          | 1                  | Tampa Bay Lightning   | 4                     |                       |                     |                   |                   |                   |                   |  |  |                    |                    |                    |
|  |                                                       | 3                        | Philadelphia Flyers      | 3                  |                       |                       |                       |                     |                   |                   |                   |                   |  |  |                    |                    |                    |
|  | 3                                                     | 3                        | Philadelphia Flyers      | 3                  | Philadelphia Flyers   | 4                     |                       |                     |                   |                   |                   |                   |  |  |                    |                    |                    |
|  | 3                                                     |                          |                          |                    | Philadelphia Flyers   | 4                     |                       |                     |                   |                   |                   |                   |  |  |                    |                    |                    |
|  | 6                                                     | New Jersey Devils        | 1                        |                    |                       |                       |                       |                     |                   |                   |                   |                   |  |  |                    |                    |                    |
|  | 6                                                     | New Jersey Devils        | 1                        |                    |                       |                       |                       |                     |                   |                   |                   |                   |  |  |                    |                    |                    |
|  |                                                       |                          |                          |                    |                       |                       |                       |                     |                   |                   |                   |                   |  |  |                    |                    |                    |
|  | 4                                                     | Toronto Maple Leafs      | 4                        | 3                  | Philadelphia Flyers   | 4                     |                       |                     |                   |                   |                   |                   |  |  |                    |                    |                    |
|  | 4                                                     | Toronto Maple Leafs      | 4                        | 3                  | Philadelphia Flyers   | 4                     |                       |                     |                   |                   |                   |                   |  |  |                    |                    |                    |
|  | 5                                                     | Ottawa Senators          | 3                        | 5                  | Toronto Maple Leafs   | 2                     |                       |                     |                   |                   |                   |                   |  |  |                    |                    |                    |
|  | 5                                                     | Ottawa Senators          | 3                        | 5                  | Toronto Maple Leafs   | 2                     | E1                    | Tampa Bay Lightning | 4                 |                   |                   |                   |  |  |                    |                    |                    |
|  | (Die Teams werden nach der ersten Runde neu gesetzt.) |                          |                          |                    |                       |                       | E1                    | Tampa Bay Lightning | 4                 |                   |                   |                   |  |  |                    |                    |                    |
|  |                                                       | W6                       | Calgary Flames           | 3                  |                       |                       |                       |                     |                   |                   |                   |                   |  |  |                    |                    |                    |
|  | 1                                                     | W6                       | Calgary Flames           | 3                  | Detroit Red Wings     | 4                     |                       | 1                   | Detroit Red Wings | 2                 |                   |                   |  |  |                    |                    |                    |
|  | 1                                                     |                          |                          |                    | Detroit Red Wings     | 4                     |                       | 1                   | Detroit Red Wings | 2                 |                   |                   |  |  |                    |                    |                    |
|  | 8                                                     | Nashville Predators      | 2                        | 6                  | Calgary Flames        | 4                     |                       |                     |                   |                   |                   |                   |  |  |                    |                    |                    |
|  | 8                                                     | Nashville Predators      | 2                        | 6                  | Calgary Flames        | 4                     |                       |                     |                   |                   |                   |                   |  |  |                    |                    |                    |
|  |                                                       |                          |                          |                    |                       |                       |                       |                     |                   |                   |                   |                   |  |  |                    |                    |                    |
|  | 2                                                     | San Jose Sharks          | 4                        |                    |                       |                       |                       |                     |                   |                   |                   |                   |  |  |                    |                    |                    |
|  | 2                                                     | San Jose Sharks          | 4                        |                    |                       |                       |                       |                     |                   |                   |                   |                   |  |  |                    |                    |                    |
|  | 7                                                     | St. Louis Blues          | 1                        |                    |                       |                       |                       |                     |                   |                   |                   |                   |  |  |                    |                    |                    |
|  | 7                                                     | St. Louis Blues          | 1                        | 6                  | Calgary Flames        | 4                     |                       |                     |                   |                   |                   |                   |  |  |                    |                    |                    |
|  |                                                       |                          |                          | 6                  | Calgary Flames        | 4                     |                       |                     |                   |                   |                   |                   |  |  |                    |                    |                    |
|  |                                                       | 2                        | San Jose Sharks          | 2                  |                       |                       |                       |                     |                   |                   |                   |                   |  |  |                    |                    |                    |
|  | 3                                                     | 2                        | San Jose Sharks          | 2                  | Vancouver Canucks     | 3                     |                       |                     |                   |                   |                   |                   |  |  |                    |                    |                    |
|  | 3                                                     |                          |                          |                    | Vancouver Canucks     | 3                     |                       |                     |                   |                   |                   |                   |  |  |                    |                    |                    |
|  | 6                                                     | Calgary Flames           | 4                        | Western Conference | Western Conference    | Western Conference    |                       |                     |                   |                   |                   |                   |  |  |                    |                    |                    |
|  | 6                                                     | Calgary Flames           | 4                        | Western Conference | Western Conference    | Western Conference    |                       |                     |                   |                   |                   |                   |  |  |                    |                    |                    |
|  |                                                       |                          |                          |                    |                       |                       |                       |                     |                   |                   |                   |                   |  |  |                    |                    |                    |
|  | 4                                                     | Colorado Avalanche       | 4                        | 2                  | San Jose Sharks       | 4                     |                       |                     |                   |                   |                   |                   |  |  |                    |                    |                    |
|  | 5                                                     | Dallas Stars             | 1                        | 4                  | Colorado Avalanche    | 2                     |                       |                     |                   |                   |                   |                   |  |  |                    |                    |                    |

## NHL Awards und vergebene Trophäen

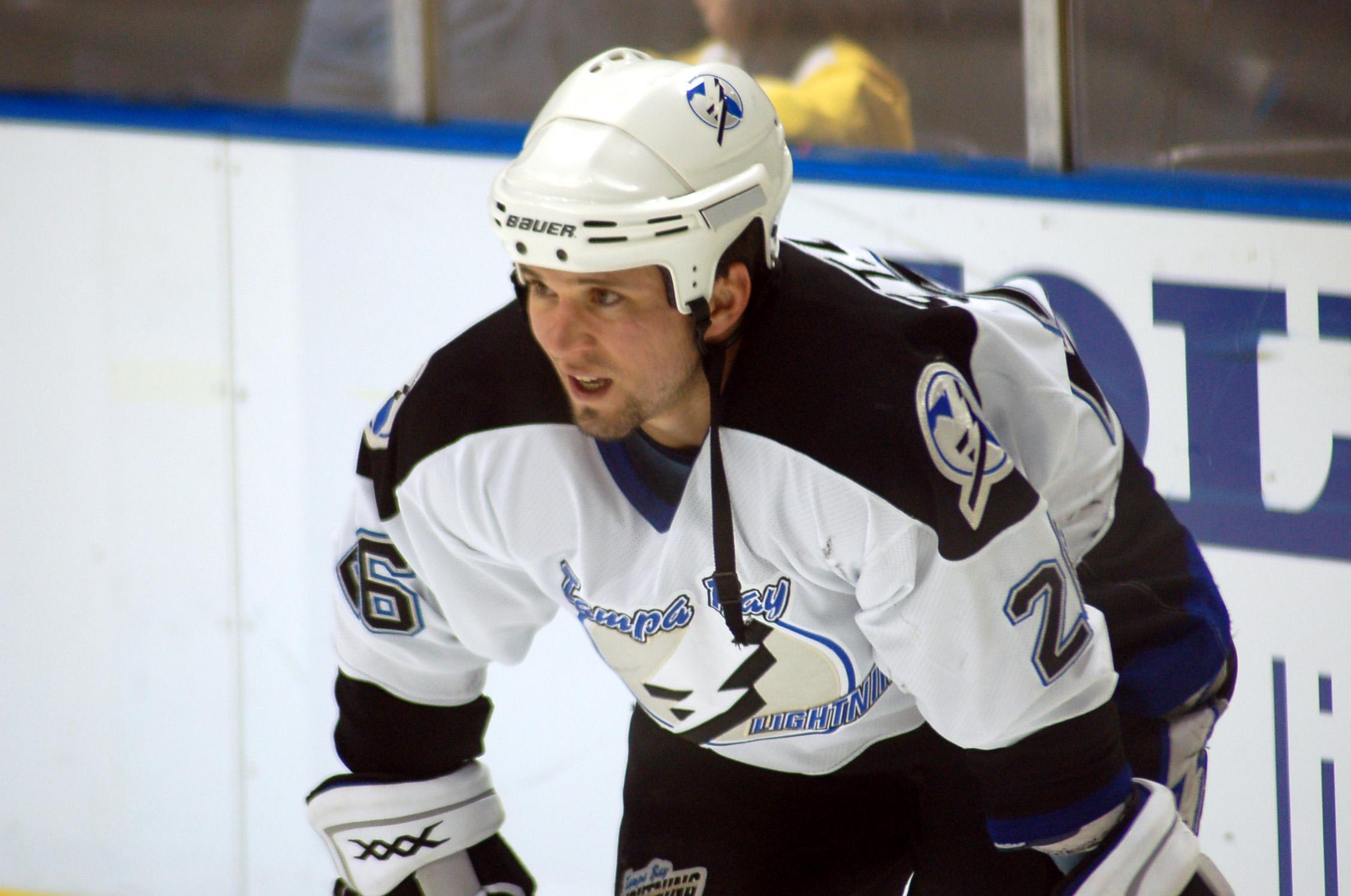
Martin St. Louis wurde mit drei Trophäen ausgezeichnet

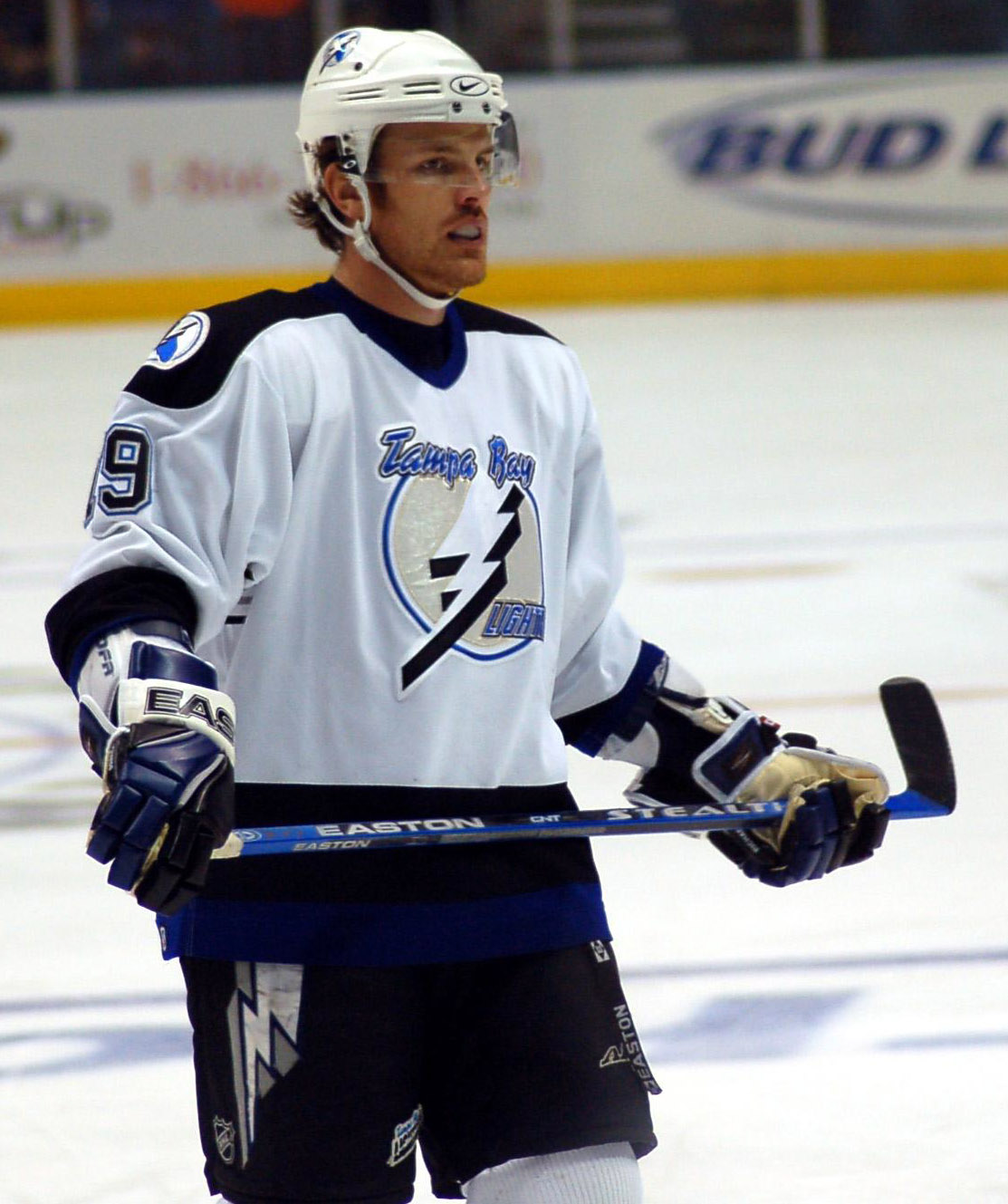
Mit zwei Trophäen wurde Brad Richards bedacht

- Hauptartikel: NHL Awards 2004

| Auszeichnung                   | Spieler                                  | Team                                                   |
| ------------------------------ | ---------------------------------------- | ------------------------------------------------------ |
| Art Ross Trophy                | Martin St. Louis                         | Tampa Bay Lightning                                    |
| Bill Masterton Memorial Trophy | Bryan Berard                             | Chicago Blackhawks                                     |
| Calder Memorial Trophy         | Andrew Raycroft                          | Boston Bruins                                          |
| Conn Smythe Trophy             | Brad Richards                            | Tampa Bay Lightning                                    |
| Frank J. Selke Trophy          | Kris Draper                              | Detroit Red Wings                                      |
| Hart Memorial Trophy           | Martin St. Louis                         | Tampa Bay Lightning                                    |
| Jack Adams Award               | John Tortorella                          | Tampa Bay Lightning                                    |
| James Norris Trophy            | Scott Niedermayer                        | New Jersey Devils                                      |
| King Clancy Memorial Trophy    | Jarome Iginla                            | Calgary Flames                                         |
| Lady Byng Memorial Trophy      | Brad Richards                            | Tampa Bay Lightning                                    |
| Lester B. Pearson Award        | Martin St. Louis                         | Tampa Bay Lightning                                    |
| Lester Patrick Trophy          | Mike Emrick John Davidson Ray Miron      |                                                        |
| Maurice Richard Trophy         | Jarome Iginla Rick Nash Ilja Kowaltschuk | Calgary Flames Columbus Blue Jackets Atlanta Thrashers |
| Vezina Trophy                  | Martin Brodeur                           | New Jersey Devils                                      |
| William M. Jennings Trophy     | Martin Brodeur                           | New Jersey Devils                                      |
| Presidents’ Trophy             | Presidents’ Trophy                       | Detroit Red Wings                                      |
| Prince of Wales Trophy         | Prince of Wales Trophy                   | Tampa Bay Lightning                                    |
| Clarence S. Campbell Bowl      | Clarence S. Campbell Bowl                | Calgary Flames                                         |
| Stanley Cup                    | Stanley Cup                              | Tampa Bay Lightning                                    |

### NHL All-Star Teams

#### NHL First All-Star Team

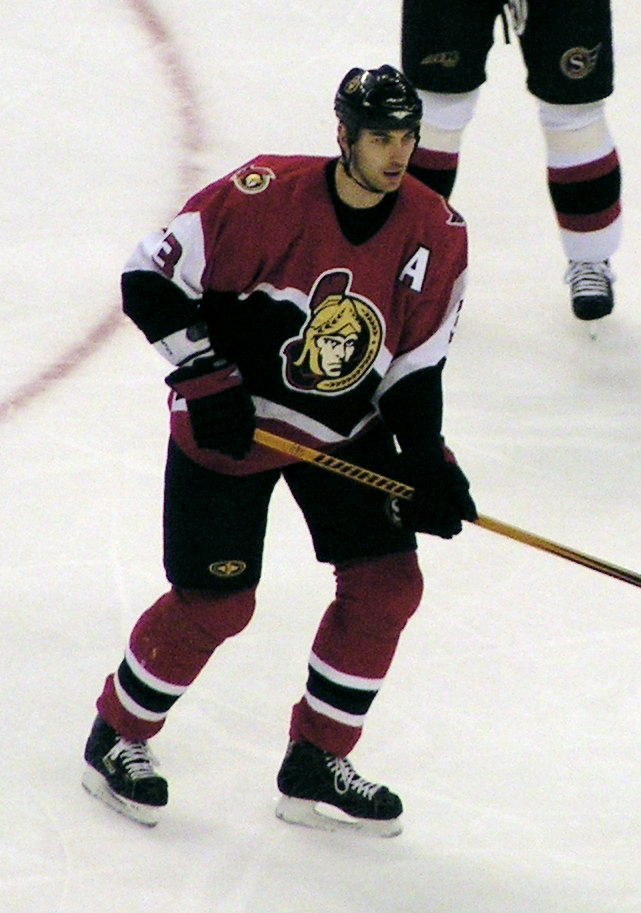
Zdeno Chára stand zum ersten Mal im First All-Star Team.

Abkürzungen: GP = Spiele, G = Tore, A = Assists, Pts = Punkte, W = Siege, SO = Shutouts, GAA = Gegentorschnitt
| Spieler           | Position      | Team                | GP | G  | A  | Pts |
| ----------------- | ------------- | ------------------- | -- | -- | -- | --- |
| Joe Sakic         | Center        | Colorado Avalanche  | 81 | 33 | 54 | 87  |
| Markus Näslund    | Flügelstürmer | Vancouver Canucks   | 78 | 35 | 49 | 84  |
| Martin St. Louis  | Flügelstürmer | Tampa Bay Lightning | 82 | 38 | 56 | 94  |
| Scott Niedermayer | Verteidiger   | New Jersey Devils   | 81 | 14 | 40 | 54  |
| Zdeno Chára       | Verteidiger   | Ottawa Senators     | 79 | 16 | 25 | 41  |

| Spieler        | Position | Team              | GP | W  | SO | GAA  |
| -------------- | -------- | ----------------- | -- | -- | -- | ---- |
| Martin Brodeur | Torhüter | New Jersey Devils | 75 | 38 | 11 | 2,03 |

#### NHL Second All-Star Team

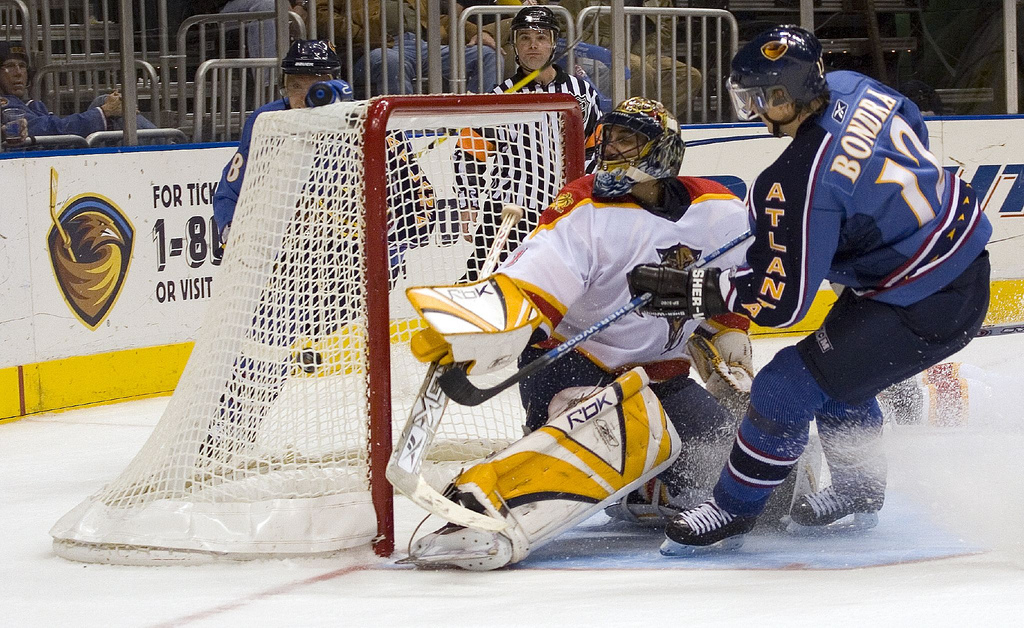
Roberto Luongo war ein Lichtblick bei den Panthers.

Abkürzungen: GP = Spiele, G = Tore, A = Assists, Pts = Punkte, W = Siege, SO = Shutouts, GAA = Gegentorschnitt
| Spieler          | Position      | Team                | GP | G  | A  | Pts |
| ---------------- | ------------- | ------------------- | -- | -- | -- | --- |
| Mats Sundin      | Center        | Toronto Maple Leafs | 81 | 31 | 44 | 75  |
| Ilja Kowaltschuk | Flügelstürmer | Atlanta Thrashers   | 81 | 41 | 46 | 87  |
| Jarome Iginla    | Flügelstürmer | Calgary Flames      | 81 | 41 | 32 | 73  |
| Chris Pronger    | Verteidiger   | St. Louis Blues     | 80 | 14 | 40 | 54  |
| Bryan McCabe     | Verteidiger   | Toronto Maple Leafs | 75 | 16 | 37 | 53  |

| Spieler        | Position | Team             | GP | W  | SO | GAA  |
| -------------- | -------- | ---------------- | -- | -- | -- | ---- |
| Roberto Luongo | Torhüter | Florida Panthers | 73 | 25 | 7  | 2,43 |

#### NHL All-Rookie Team
Im All-Rookie Team waren gleich jeweils zwei Spieler der New Jersey Devils und Philadelphia Flyers vertreten.

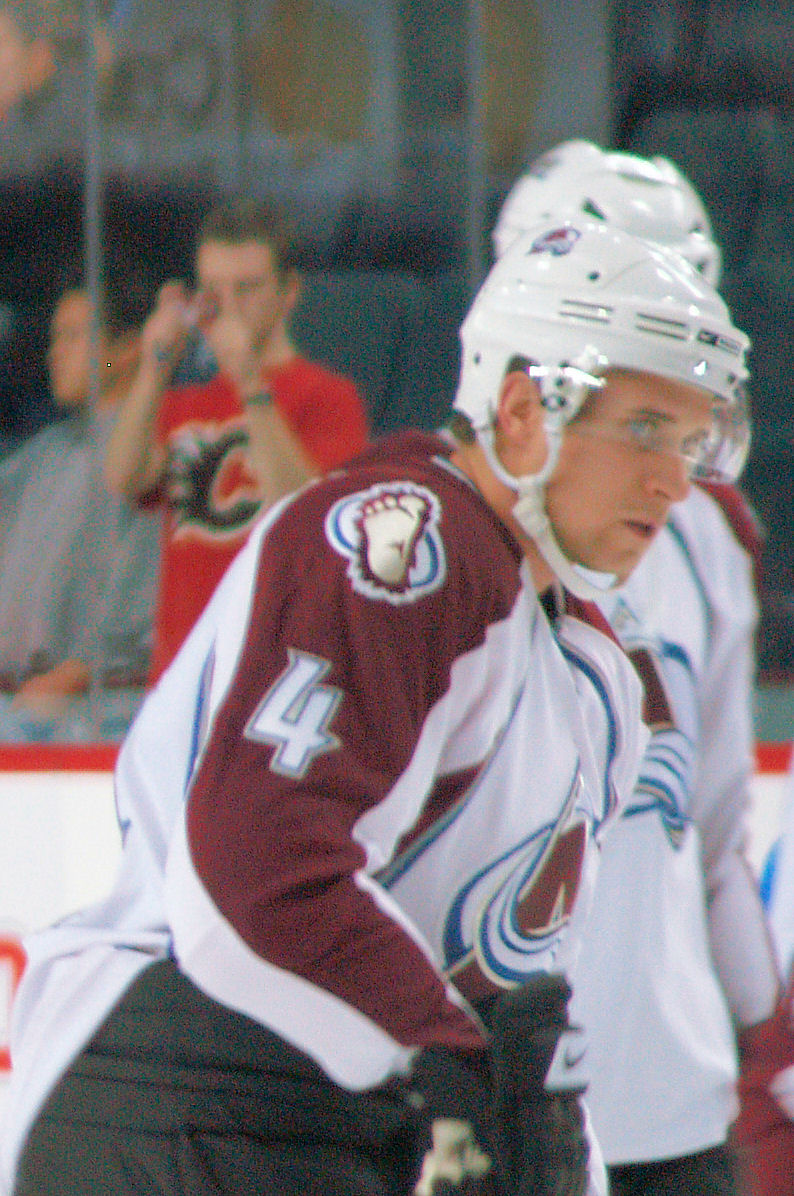
John-Michael Liles konnte sich in dieser Saison in Colorado durchsetzen.

Abkürzungen: GP = Spiele, G = Tore, A = Assists, Pts = Punkte, W = Siege, SO = Shutouts, GAA = Gegentorschnitt
| Spieler            | Position    | Team                | GP | G  | A  | Pts |
| ------------------ | ----------- | ------------------- | -- | -- | -- | --- |
| Trent Hunter       | Stürmer     | New York Islanders  | 77 | 25 | 26 | 51  |
| Ryan Malone        | Stürmer     | Pittsburgh Penguins | 81 | 22 | 21 | 43  |
| Michael Ryder      | Stürmer     | Montréal Canadiens  | 81 | 25 | 38 | 63  |
| John-Michael Liles | Verteidiger | Colorado Avalanche  | 79 | 10 | 24 | 34  |
| Joni Pitkänen      | Verteidiger | Philadelphia Flyers | 71 | 8  | 19 | 27  |

| Spieler         | Position | Team          | GP | W  | SO | GAA  |
| --------------- | -------- | ------------- | -- | -- | -- | ---- |
| Andrew Raycroft | Torhüter | Boston Bruins | 57 | 29 | 3  | 2,05 |